# Deeds of Flesh
I Deeds of Flesh sono una band brutal death metal di San Luis Obispo, California nato nel 1993.

## Storia
Sono conosciuti per aver fondato la Unique Leader Records, un'etichetta discografica dedita esclusivamente al death metal. La loro musica può essere descritta come una combinazione della velocità furiosa dei Napalm Death con il death metal rabbioso dei Suffocation, altre caratteristiche sono i riff atonali, tremolo picking e breakdown.
Il 29 novembre 2018, il chitarrista Erik Lindmark è deceduto all'età di 46 anni per sclerosi. Nel comunicato della pagina Facebook, l'etichetta Unique Leader Records, fondata dallo stesso Lindmark, ha affermato che non pubblicherà nuovi album a gennaio per riassettare il proprio catalogo.

## Formazione

### Formazione attuale
- Erlend Caspersen - basso
- Mike Hamilton - batteria
- Sean Southern - chitarra live

### Ex componenti
- Jacoby Kingston - basso, voce
- Jared Beaver - chitarra
- Joey Heaslet - batteria
- Brad Palmer - batteria
- Jimmy Tkacz - chitarra
- Derek Boyer - basso
- Erik Lindmark - chitarra, voce (deceduto)

## Discografia
- 1995 - Gradually Melted (EP)
- 1996 - Trading Pieces
- 1998 - Inbreeding the Anthropophagi
- 1999 - Path of the Weakening
- 2001 - Mark of the Legion
- 2003 - Reduced to Ashes
- 2005 - Crown of Souls
- 2005 - Deeds of Flesh: Live in Montreal (DVD)
- 2008 - Of What's To Come